# 穆罕默德·米安·苏姆罗
穆罕默德·米安·苏姆罗（1950年8月19日—）是巴基斯坦的一位政治人物，來自信德省一個著名政治家族，他的家族自1923年起就積極參與公共事務。他的父親艾哈邁德美·蘇姆羅曾是國會副議長西巴基斯坦議會的一員，幫助建立了參議院外交委員會的制度。蘇姆羅2003年開始擔任參議院主席，於2007年至2008年担任巴基斯坦看守內閣總理，2008年佩爾韋茲·穆沙拉夫辭職後曾經短暫代理總統。

## 生平

### 銀行家
在從政前，苏姆罗是巴基斯坦國內外知名的銀行家，曾在許多大型金融機構擔任高階職位，任職於包括巴基斯坦shell股份有限公司董事會、美國銀行、葉門國際銀行（擔任總經理與總裁）、巴林Faysal伊斯蘭銀行、MCB銀行、萨莱塔拉基亚蒂银行（舊稱為巴基斯坦農業發展銀行）與巴基斯坦银行（擔任行長）等，對巴基斯坦的小額貸款制度建立也頗有貢獻。

### 政壇
苏姆罗的政治生涯始於2000年擔任信德省的總督。他在2002年辭去總督職務並參選參議員，於2月23日成功當選並緊接著於3月12日獲選為參議院主席。2007年總理肖卡特·阿齊茲期滿卸任後苏姆罗曾臨時代理總理至2008年3月。2008年總統佩爾韋茲·穆沙拉夫辭職後他自動以參議院院長身分代理總統約一個月。